# 살모넬라증
살모넬라증은 살모넬라 종류의 균에 발생하는 증상을 보이는 전염병이다. 또한 식품 유래 질병으로 일반적으로 전염성 또는 독성 질환으로 정의되고, 인체에 들어온 식품의 소화 과정에서 발병한다. 사람에게 나타나는 가장 대표적인 증상들은 설사, 열, 경련성 복통과 구토가 있다. 증상은 보통 노출 후 12시간에서 36시간 사이에 나타나며 2일부터 7일까지 지속된다. 때때로 더 심각한 질환이 탈수로 이어질 수 있다. 고령자, 어린아이 면역 체계가 약화된 사람일수록 중증 질환으로 발전될 가능성이 더 높다. 살모넬라의 특정 유형은 장티푸스(typhoid fever)나 파라티푸스(paratyphoid fever)가 될 수 있다.
살모넬라에는 두 가지 종이 있다. 살모넬라 본고리(Salmonella bongori) 와 살모넬라 엔테리카(Salmonella enterica), 그 외 많은 아종들로 구성된다. 그러나,종 내에서 아종과 혈청형은 질병을 발생시키는 능력에 상당히 차이가 있을 수 있다. 이는 아종 단계에서 생물의 역학적 분류가 살모넬라와 유사한 병원균의 관리를 향상시킬 수 있다는 점을 시사한다.
오염된 육류와 우유의 섭취 때문에 채식주의자와 비채식주의자 인구 모두 살모넬라 감염에 취약하다. 감염은 보통 오염된 고기, 알, 물 또는 우유를 먹음으로써 전파된다. 다른 음식들은 동물의 분변과 접촉된 경우 질병을 전파할 수 있다. 수많은 애완동물(고양이, 개, 파충류) 또한 감염원으로 전염시키고 확산시킬 수 있다. 대변 검사 또는 혈액 검사를 통해 진단한다.
질병을 예방하려는 노력에는 적절한 세척, 준비, 적당한 온도의 조리 등이 있다. 경증의 경우 일반적으로 특별한 처치가 필요하진 않다. 중증의 경우에 전해질불균형과 문제에 대한 처치와 정맥 내 수액 보충을 필요로 할 수 있다. 위험도가 높거나 질환이 장 외로 확산된 환자는 항생제가 권장된다.
살모넬라증은 세계적으로 설사의 가장 흔한 원인 중 하나이다. 2015년에 비장티푸스성 살모넬라증으로 90,300명이 사망하였고, 장티푸스 살모넬라증으로 인한 사망자는 178,000명으로 집계되었다. 매년 미국에서 120만 명이 비장티푸스 살모넬라증이 발병되고, 450명이 사망한다. 유럽에서는 캄필로박터증에 이어 두번째로 흔한 식품 매개 질환이다.

## 징후 및 증상

### 장염
몇 시간에서 하루 정도의 짧은 잠복기를 지나 소장에서 세균이 증식하여 소장 염증(장염)을 일으킨다. 살모넬라증 환자 대부분 감염 후 12-72시간 후에 설사, 열, 구토, 경련성 복통이 나타난다. 보통 묽고 피가 섞이지 않은 설사를 하지만, 점액질의 피가 섞인 경우도 있다. 대부분의 경우 4-7일간 지속되며 치료를 필요로 하지 않는다. 그러나, 설사가 심한경우 탈수의 위험이 있어 입원 치료를 해야 하는 경우도 있다. 병원에선 탈수를 치료하기 위해 정맥주사로 수액을 투여하거나, 열을 내리기 위해 약물을 투여할 수 있다. 중증의 경우, 항생제로 적절히 치료하지 않으면 살모넬라 감염이 장에서 혈액으로, 다른 신체 부위로 확산되어 사망에 이를 수 있다.
건강한 성인의 경우 증상이 경미할 수 있다. 일반적으로 패혈증은 발생하지 않지만, 면역력이 약해진 경우 예외적으로 합병증으로 발생할 수 있다. 하지만, 영유아, 어린이, 노인의 경우 살모넬라 감염이 매우 심각한 합병증으로 이어질 위험이 있다. 영유아의 경우 탈수가 위독한 상태를 발생시킬 수 있다. 어린이들의 경우 살모넬라 수막염. 골염 등 장외 집중화가 일어날 수 있다. 겸상 적혈구 빈혈증을 앓는 어린이가 살모넬라에 감염될 경우 골수염으로 발전할 수 있다. 이 경우 골수염의 치료는 플루오로퀴놀론계 항생제(시프로플록사신, 레보블록사신, 날리딕스산)가 사용될 수 있다.
증상이 설사뿐인 경우 완전히 회복되지만, 배변 습관은 수 개월 동안 정상으로 회복되지 않을 수 있다.

### 장티푸스
장티푸스는 살모넬라 균이 림프계로 침입하여 전신성 살모넬라증을 유발할 때 발생한다. 내독소는 혈관 및 신경기관에 작용하여 투과성이 증가하여 혈압이 떨어지고, 체온 조절이 어려워지며, 구토와 설사를 일으키게 된다. 중증 질환의 경우, 방대한 양의 체액과 전해질 손실로 체액 균형이 망가지게 되고, 전해질 불균형이 일어나게 되며, 순환되는 혈액량과 동맥압을 감소시켜 저혈량 쇼크를 유발한다. 패혈성 쇼크 또한 발생할 수 있다. 중증 살모넬라증에서 혼성(저혈량 쇼크와 패혈성쇼크 징후가 모두 있는) 쇼크가 더 흔하다. 중증 환자에게서 저산소증과 독소혈증이 신장에 관여된 결과로 소변 감소와 고질소혈증이 발생한다.

## 원인
- 오염된 음식, 보통 시각적으로나 후각적으로 느낄 수 없음[19]
- 주방 위생 불량, 특히 기관의 주방 및 식당에서 심각한 발병을 초래할 수 있기 때문에 문제됨
- 아프거나 감염되었지만 임상적으로 건강해 보이는 사람의 배설물, 동물의 배설물(특히 간병인, 동물에서 위험)
- 오염된 표면적 용수 및 대기 용수(예: 샤워 호스 또는 미사용 정수기)
- 비위생적으로 해동된 가금류(많은 해빙수에 많은 균이 포함)
- 파충류[20] (애완용 거북이. 뱀, 이구아나[21][22] 및 수중 거북이)
- 양서류 (개구리 등)

살모넬라 균은 숙주 밖에서도 몇시간 살아남을 수 있다. 오염된 물에서 발견되는 경우가 많으며, 특히 운반 동물들의 배설물로 인한 오염이 주요하다.
유럽 식품안전국(European Food Safety Authority)은 칠면조 생고기를 취급할 때 소비자와 식품 공급망에 관련된 사람들은 개인 및 식품 위생에 주의를 기울여야 한다고 강력히 권고한다.
매년 약 14만 2천명 미국인이 달걀에서 살모넬라 엔테리티디스(Salmonella Enteritidis)에 감염되고, 30명이 사망한다. 분변 또는 환경에 의해 알의 껍질에 살모넬라가 오염될 수 있고, 다공성 껍질을 통해 균이 침투하여 내부의 노른자까지도 오염거나, 감염된 난소가 알이 형성되는 동안 오염 시킬 수 있다.
그럼에도 불구하고 이러한 달걀 내부 노른자 오염은 이론적으로 가능성이 낮다. 자연적 조건에서도 감염률은 매우 적었다(자연적으로 오염된 달걀 0.6%, 인공적이고 심하게 감염시킨 암탉에서는 3.0%).

## 예방
미국 식품의약국(FDA)은 식품 매개 살모넬라증의 가능성을 줄이기 위한 지침을 발표했다. 음식은 반드시 145–165 °F (63–74 °C)까지 조리해야 하며, 스프와 그레이비 같은 액체는 다시 가열할 때 끓을 때까지 해야한다. 냉동 시 일부 살모넬라 균이 죽지만, 감염성 수준 이하로 감소시키기엔 충분하지 않다. 살모넬라는 보통 열에 민감하지만, 땅콩 버터와 같은 고지방 환경은 내열성을 가지게 한다.

### 산업 위생
2011년부터 덴마크는 3건의 인간 살모넬라 중독 사례를 겪었다. 국가에서 백신과 항생제 없이 “사육자”에게서 감염을 없애는 것에 초점을 맞추고, 감염을 예방하기 위한 다양한 조치를 취하며, 닭의 살모넬라에 무관용 정책을 취하여 살모넬라를 박멸했다.

## 같이 보기
- 라즈니쉬 생화학 테러